# Cot Uteuen Panaih
Cot Uteuen Panaih är en kulle i Indonesien.   Den ligger i provinsen Aceh, i den västra delen av landet, 1 800 km nordväst om huvudstaden Jakarta. Toppen på Cot Uteuen Panaih är 72 meter över havet.
Terrängen runt Cot Uteuen Panaih är kuperad åt nordost, men åt sydväst är den platt. Havet är nära Cot Uteuen Panaih åt nordväst.Runt Cot Uteuen Panaih är det tätbefolkat, med 257 invånare per kvadratkilometer. Närmaste större samhälle är Banda Aceh, 12,5 km sydväst om Cot Uteuen Panaih. Omgivningarna runt Cot Uteuen Panaih är en mosaik av jordbruksmark och naturlig växtlighet.